# Jerko Novak
Jerko Novak, guitarrista esloveno, professor e compositor, * 1° de maio de 1957, Belgrado.
Estudos de pós-graduação em guitarra, realizados na Musikhochschule em Graz. Trabalha sobretudo como solista de guitarra, concertista e professor.
Suas atividades incluem compor músicas para o rádio, teatro, programas de televisão e músicas para filmes.
Entre seus trabalhos mais conhecidos destacam-se o conjunto com Neco Falk, como em Zlata ladja (1978) e Muri Macek (1984).
[]